# Немецкая военная администрация в Польше
Немецкая военная администрация в Польше (нем. Militärverwaltung in Polen) — органы власти, юрисдикция которых распространялась на территорию оккупированной немцами части Польши в сентябре — начале октября 1939 года. Были образованы сразу же после начала польской кампании вермахта. Упразднена после создания гражданской администрации генерал-губернаторства Польша.

## Военная администрация
Сразу же после бегства представителей власти Республики Польша в сентябре 1939 года на территории населённых пунктов, находившихся под угрозой захвата немцами, создавались местные органы власти, состоявшие из поляков. После занятия их частями вермахта они были упразднены и власть на некоторое время перешла в руки так называемого «корюка» (нем. Korück) — командования тыловыми частями, в котором несли службу немецкие военнослужащие. Власть в повятах или в группах повятов перешла в руки ландратов; в городах и деревнях, располагавшихся в западной части Польши, на посты бургомистров и фогтов назначались немцы; в восточной же части оккупированного государства данные должности занимали поляки.
Первые директивы, регламентировавшие деятельность оккупационных органов власти в Польше, Гитлер подписал 8 сентября 1939 года. Так, в тот же день на территории Великой Польши был образован военный округ Познань (пол. Poznań, нем. Posen), власть в котором перешла в руки генерала Альфреда фон Фоллард-Боккельберга, 13 сентября — в Восточном Поморье военный округ Западная Пруссия (нем. Westpreußen), власть в котором перешла в руки генерала Вальтера Гейтца. Согласно закону об обороне Рейха от 21 мая 1935 года и закону от 1 июня 1938 года, в Польше происходило распределение функций административного права между вооружёнными силами, то есть вермахтом, и главой гражданской администрации (нем. Chefs der Zivilverwaltung, CdZ). Фюрер Третьего рейха Адольф Гитлер назначил Артура Грейзера главой гражданской администрации округа Познань, гауляйтера Данцига Альберта Форстера — главой гражданской администрации округа Западная Пруссия. 3 октября 1939 года командующими тылом военных округов Лодзь и Краков были назначены генерал-майоры Герд фон Рунштедт и Вильгельм Лист, главами гражданской администрации — Ганса Франка и Артура Зейсс-Инкварта. Тогда же Гитлер назначил Ганса Франка верховным главой гражданской администрации всех оккупированных территорий. Таким образом, на территории Польши, оккупированной вермахтом, существовали 4 военных округа: Познань, Западная Пруссия, Лодзь и Краков.

## Прекращение существования
Согласно указам Адольфа Гитлера от 8 и 12 октября 1939 года западная часть бывшей Республики Польша входила в состав Третьего рейха. Остальные земли вошли в состав новообразованного генерал-губернаторства.